# Абсолютний бійцівський чемпіонат

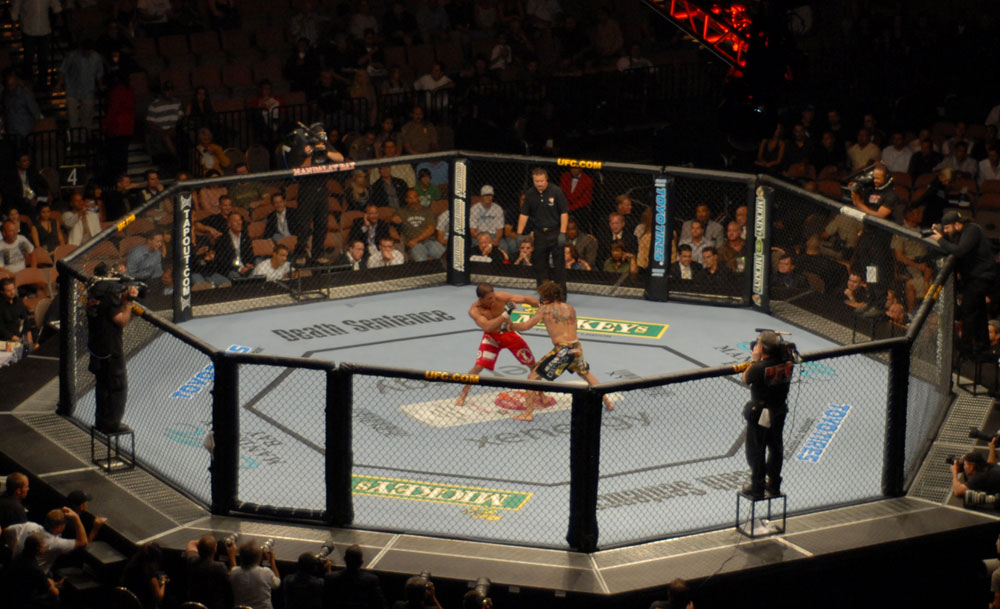
74 етап UFC. Бій Маркуса Ауреліу та Клея Ґвіди

Абсолютний бійцівський чемпіонат (англ. Ultimate Fighting Championship, UFC) — міжнародна спортивна організація, що влаштовує та проводить бої змішаного стилю, а також проводить змагання за світову першість у змішаних бойових мистецтвах (англ. mixed martial arts, MMA).
У змаганнях Абсолютного бійцівського чемпіонату беруть участь бійці з різним профілем підготовки, що дає змогу глядачам оцінити перевагу того чи іншого бойового мистецтва і майстерність володіння ним окремого бійця. Чемпіонат UFC є найдавнішим і найпопулярнішим змаганням зі змішаних єдиноборств в їхьому сучасному вигляді.
Прямі трансляції «номерних» поєдинків та найбільш видовищні бої популярних бійців планети — Конора Макгрегора, Джона Джонсона, Деніела Кормьє, Кріса Вайдмана, Жозе Алдо, Майкла Біспінга, Стіпе Міочича, Нейта Діаса, Коді Гарбрандта та інших — демонструє у своєму ефірі телеканал «2+2». З листопада 2018 року офіційний спонсор UFC — українська компанія Nemiroff.

## Історія

### Початок
Концепція проведення боїв між майстрами різних бойових мистецтв на рингу із восьмикутним огородженням належить американцю Арту Дейві та бразильцю Роріуну Ґрейсі. У 1991 році Арт Дейві, молодий підприємець, який досліджував бойові мистецтва з метою маркетингового використання, познайомився з представником маловідомого тоді клану Ґрейсі, Роріуном Ґрейсі, який очолював школу бразильського дзюдзюцу в Торенсі, штат Каліфорнія. Клан Ґрейсі мав досвід проведення турнірів із дзюдзюцу, бійці клану прагнули визнання їхньої майстерності на світовому рівні, а засновники клану — популяризації свого мистецтва.

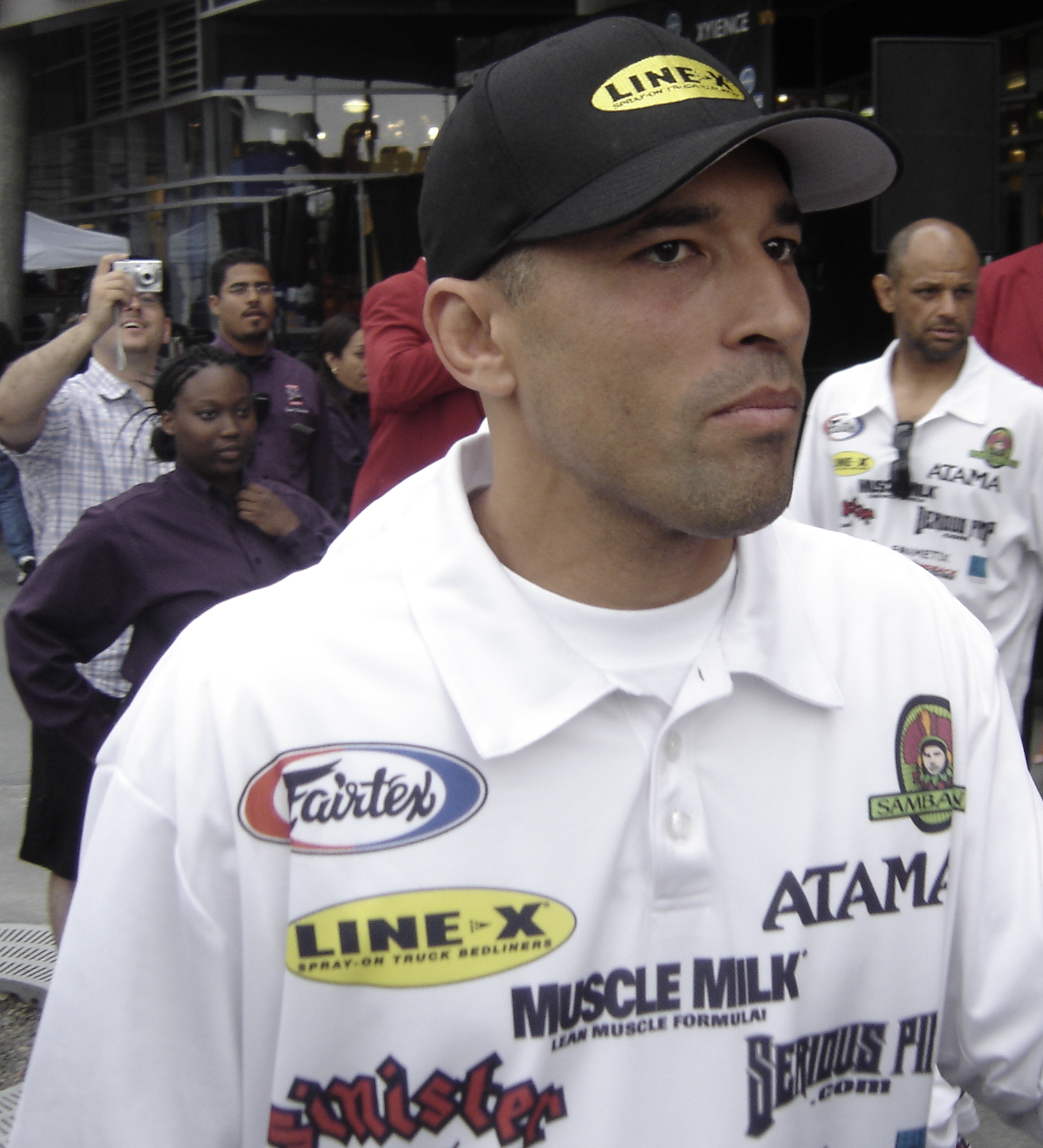
Чемпіон найперших турнірів UFC — Ройс Ґрейсі.

Результатом співпраці Арта Дейві та Роріуна Ґрейсі стало проведення першого турніру зі змішаних бойових мистецтв, під назвою The Ultimate Fighting Championship. Турнір відбувся 12 листопада 1993 року в місті Денвер, штат Колорадо. У ньому взяли участь 10 бійців різної національності та з різною технічною підготовкою (бокс, сумо, тхеквондо тощо). Із восьми проведених під час турніру двобоїв сім було показано по телебаченню у прямому ефірі, а згодом видано на відео. Переможцем турніру став представник клану Ґрейсі — Ройс Ґрейсі, який був нагороджений 50 тис. доларів США. Особливістю проведеного заходу була відсутність класичних спортивних правил, дозволялось використання будь-якої техніки боротьби, ударної техніки, дозволялись больові та задушливі прийоми, дія на больові точки, завдання ударів у будь-які ділянки тіла, крім очей і паху. Бій припинявся у двох випадках: 1) нокаут або травма одного із суперників, 2) здача одного із суперників. Час проведення двобоїв не обмежувався, але, незважаючи на це, бої були короткими: від 30 секунд до 5 хвилин. Обмежень у вазі для бійців не було.

### Розвиток

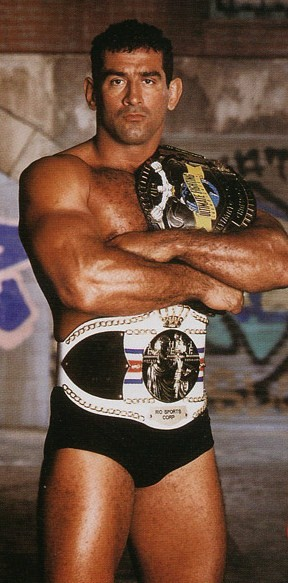
Марку Руас — бразильський чемпіон з вале тудо і переможець 7-го турніру UFC.

Проведений турнір отримав широкий розголос, формат заходу з його простими правилами і ефектним видовищем привернув увагу як глядачів, так і потенційних учасників і спонсорів. У наступному турнірі взяло участь 17 бійців, суму виграшу було збільшено до 60 тис. доларів США, зросла глядацька аудиторія.
У 1994 році було проведено три турніри, у 1995 — чотири, у 1996 році кількість проведених турнірів зросла до п'яти. Проведеним заходам почали присвоювати порядковий номер, а подекуди — гучну назву (наприклад, «4-й етап UFC: Помста воїнів», «12-й етап UFC: Судний день»).
З часом вносились зміни до правил проведення змагань. Після третього турніру суддя отримав право припиняти бій, було впроваджено систему чергування двобоїв, аби уникнути перевтоми бійців. Необхідність виступу одного бійця 3—4 рази за один турнір з часом була виключена. Було заборонено захоплювати пальцями ніздрі, рот і утримувати суперника за волосся. Вводяться спеціальні бійцівські рукавички з відкритими пальцями. Вводиться обмеження за часом бою — 30 хвилин.
У лютому 1996 року UFC вперше залишає Америку, вирушаючи з новим турніром до Пуерто Рико. Саме з цього турніру вводиться нова важлива складова змагань — суддівство. Відтепер, якщо по завершенню змагання обидва бійці залишались нездоланими, переможець визначався рішенням трьох суддів.
Наприкінці 90-х років в усьому світі множаться організації і товариства, які беруть за основу формат і правила UFC і проводять національні турніри. На одному з таких турнірів, що відбувся 16 березня 1998 року в Києві, у двобої з українським знавцем дзюдзюцу Євгеном Золотарьовим отримав смертельну травму американський боєць Дуглас Дейдж. Смерть американського спортсмена змінила змішані бойові мистецтва. «Бої без правил», як їх уже було прийнято називати, були заборонені у 36 штатах Америки (завдяки поданню сенатора Джона МакКейна,) у деяких країнах Європи (в тому числі в Україні,) а також у деяких країнах Азії.

### Зміни
Для подолання заборони UFC кооперує роботу з державними спортивними комісіями, вчергове переглядає правила і змінює порядок проведення боїв. З січня 1999 року змагання на арені UFC проходять у форматі чемпіонату. Вводяться вагові категорії, спочатку лише три: легка, середня і важка. Забороняється завдання ударів по лінії хребта (в тому числі шиї), забороняються удари головою, застосування заломів ключиці, дрібних суглобів. Із введенням на 21-му етапі UFC обмежень за часом (п'ятихвилинні раунди), змагання остаточно переходять з розряду видовища до спорту.

### Суперечки про титули перших переможців
Через те, що перші турніри не мали титульних поєдинків, не вщухають суперечки: чи вважати їхніх переможців «чемпіонами». У вересні 2019 року глава UFC Дейна Вайт назвав російського бійця MMA Олега Тактарова «першим російським чемпіоном в історії організації». 1995 року Тартаров на турнірі UFC 6 здобув три перемоги, і, за словами Вайта, його не можна не називати чемпіоном, адже «Тартаров же виграв турнір».

## Новітні часи

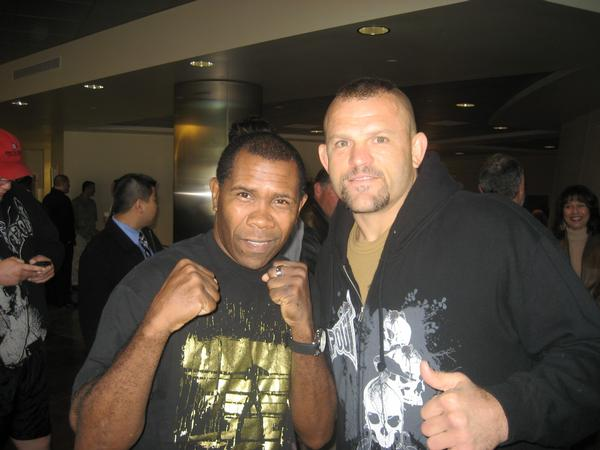
Олімпійський золотий медаліст Говард Девіс і член Залу слави UFC Чак Лідделл.

З січня 2001 року права на Абсолютний бійцівський чемпіонат належать компанії Zuffa та її власникам, братам Фертітта. Нові господарі чемпіонату залучають усі можливі чинники для поширення змішаних єдиноборств у масах і для популяризації UFC. Бійцівський чемпіонат рішуче реформується, модифіковані правила змагань визнаються спортивними комісіями багатьох штатів Америки. Розвивається телевізійна мережа, етапи чемпіонату транслюються провідними спортивними каналами світу. Після мандрівок невеликими містами восьмикутник нарешті здобуває своє почесне місце — в знаменитому готельно-розважальному комплексі «Мандалай-Бей» у Лас-Вегасі.
До участі у чемпіонаті залучаються талановиті бійці з усього світу, але початок нового століття в боях змішаного стилю характеризується домінацією американських спортсменів: Метта Г'юза, Ренді Кутюра, Чака Лідделла та інших. Чемпіони UFC із слов'янським корінням та переможне покоління бразильців відходять у минуле.
Для ретельнішого відбору учасників чемпіонату адміністрація UFC у січні 2005 року запроваджує нову програму — довготривале спортивне реаліті-шоу «Абсолютний боєць». Метою цієї програми стає відбір як амбітних новачків, так і маловідомих ветеранів для участі у змаганнях UFC. Багаторівнева програма «Абсолютного бійця» з її іменитими тренерами відкрила світові змішаних єдиноборств таких чемпіонів, як Форрест Гріффін, Рашад Еванс, Метт Серра, та значну кількість талановитих бійців.
У 2006 році Zuffa купує конкурента — бійцівський чемпіонат PRIDE і протягом року практично об'єднує його з UFC. Таким чином, в UFC приходить нова хвиля зірок та видатних чемпіонів: Андерсон Сілва, Вандерлей Сілва, Маурісіу Руа, Антоніу Родріґу Ноґейра, Куінтон Джексон, Ден Гендерсон, Мірко Філіпович та багато-багато інших бійців, які включаються в боротьбу за світову першість в усіх вагових категоріях.
У грудні того ж 2006 року Zuffa купує ще один чемпіонат — WEC, процес об'єднання з яким затягнувся на чотири роки через значну кількість бійців та розбіжності у вагових категоріях. Наприкінці 2010 року злиття чемпіонатів завершилось, в результаті чого в UFC було розширено діапазон вагових категорій і значно збільшено штат бійців. Останні чемпіони WEC у вагових категоріях, яких досі не було в UFC, автоматично стали чинними чемпіонами UFC.
Навесні 2011 року Zuffa придбала ще одного зростаючого конкурента — чемпіонат Strikeforce, а наприкінці року розширила діапазон вагових категорій, увівши вагу до 57 кг.
У листопаді 2012 року вперше в історії UFC було введено жіночий дивізіон, а також оголошено про підписання угоди із зіркою жіночих боїв змішаного стилю, останньою чемпіонкою Strikeforce — Рондою Роузі, яка була проголошена чемпіоном UFC у легкій ваговій категорії (57—61 кг).
У 2013 році дивізіон важковаговиків чемпіонату поповнив Микита Крилов, ставши першим українцем в історії UFC.
Наприкінці 2013 року адміністрація чемпіонату оголосила про введення нової вагової категорії для жінок — 48—52 кг. Штат бійців цієї ваги було сформовано з 11 топових спортсменок чемпіонату Invicta, чиї контракти були викуплені UFC.
У 2015 році UFC підписав контракт ще з одним українським бійцем, але тепер уже в жіночій категорії, у ваговій вазі до 52 кг, — з дніпрянкою Мариною Мороз. Вона стала першою українкою в UFC.
Наприкінці 2010-х років етапі змагання зі змішаних єдиноборств — це спорт із найбільшою динамікою розвитку, а популярність Абсолютного бійцівського чемпіонату і подібних до нього організацій постійно зростає: трансляція етапів чемпіонату ведеться 30 мовами у 149 країнах світу та охоплює аудиторію в 1 мільярд глядачів.

### «Бійцівський острів»
У 2020 році внаслідок пандемії спортивні заходи припинилися до 10 травня, коли UFC одним із перших відновив проведення змагань — відбувся UFC 249 [Архівовано 22 липня 2020 у Wayback Machine.], в головному бою якого Джастін Гейджи переміг Тоні Фергюсона і завоював титул тимчасового чемпіона в легкій вазі. На початку червня 2020 року президент UFC Дейна Вайт розповів подробиці про штучний «бійцівський острів» Яс неподалік від міжнародного аеропорту Абу-Дабі, на якому пройде серія із чотирьох турнірів: 11, 15, 18 і 25 липня. За словами голови UFC, «на острові є арена, готель, уся тренувальна інфраструктура для бійців, тому про поширення коронавіруса можна не турбуватися… Октагон буде встановлено прямо на пляжі». Площа острова, побудованого в 2009 році за $36 млрд, становить 25 км².

## Рекорди

### Найбільша кількість боїв / перемог
- Найбільша кількість перемог (у UFC) – 27  (Джим Міллер, на 5 лютого 2025)
- Найвищий відсоток перемог у понад 20-ти боях – 95.24 % (Джон Джонс, 20 із 21).
- Найбільший відсоток перемог серед жінок – 84 % (Аманда Нуньєш[en], 21 із 25).[18]
- Перший боєць, який провів 30 боїв (у різних чемпіонатах),  - Джим Міллер (UFC 228, 8 вересня 2018).
- Найбільша кількість боїв (у UFC) – 45 (Джим Міллер, на 5 лютого 2025).
- Найбільша кількість боїв протягом календарного року – 5 (9 бійців); серед них, Ніл Магні – по п’ять боїв протягом двох років поспіль (2014-2015).
- Найбільша кількість часу проведена в боях UFC  – 8 год. 43 хв. 19 с. (Рафаель дос Аньос, на 5 лютого 2025).

Більше інформації в англомовній статті List of UFC records

### Рекорд швидкого нокауту UFC
Рекорд найшвидчого нокауту в історії UFC належить американцю Хорхе Масвідалу (англ. Jorge Masvidal), який переміг свого противника Бена Аскрена (англ. Ben Askren) за п'ять секунд на змаганнях UFC 239 6 липня 2019 року. Непереможений до цього (19 боїв) Аскрен опинився в нокауті після удару коліном у голову у стрибку на початку двобою.
Попередній рекорд нокауту (8 секунд) — результат американця Дона Фрая (англ. Donald Frye), який переміг Томаса Раміреса (англ. Thomas Ramirez) 16 лютого 1996 року на турнірі UFC 8.

## Особливості і правила

### Вагові категорії
В UFC використовуються вісім основних вагових категорій:
- Найлегша вага: до 57 кг (125 фунтів)
- Легша вага: 57—61 кг (125—135 фунтів)
- Напівлегка вага: 61—66 кг (135—145 фунтів)
- Легка вага: 66—70 кг (145—155 фунтів)
- Напівсередня вага: 70—77 кг (155—170 фунтів)
- Середня вага: 77—84 кг (170—185 фунтів)
- Напівважка вага: 84—93 кг (185—205 фунтів)
- Важка вага: 93—120 кг (205—265 фунтів)

В особливих випадках може використовуватись вільна або домовлена вага, що попередньо узгоджується сторонами.

### Раунди

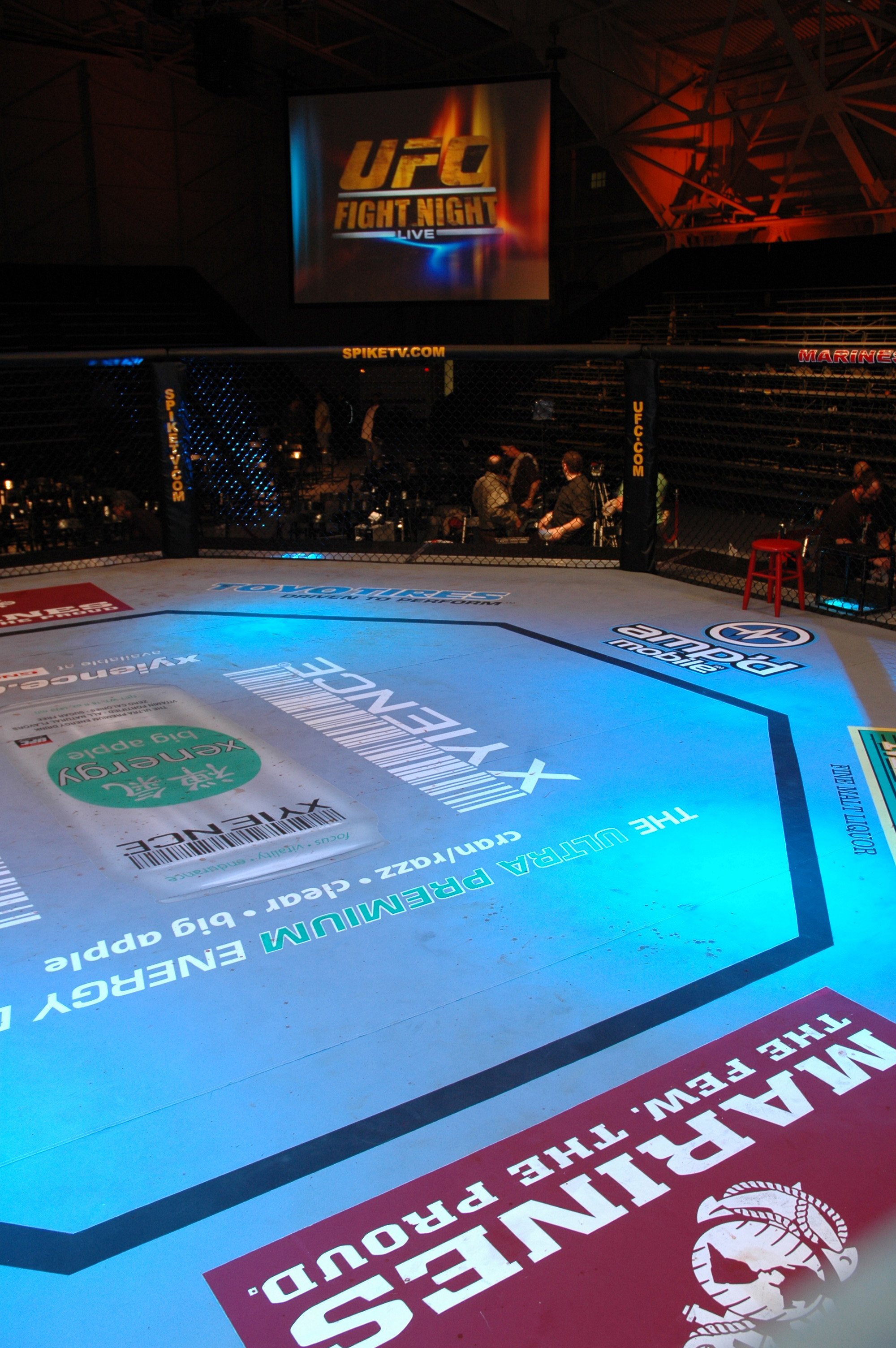
Восьмикутний ринг UFC

Кожний раунд в UFC триває 5 хвилин. Рейтингові бої тривають три раунди, бої за чемпіонський титул та головні бої турніру — п'ять раундів. Перерва між раундами — трохи більше 1 хвилини.

### Восьмикутник
Бої в UFC проводяться на рингу із восьмикутним огородженням (звідси розповсюджена назва турнірів: «восьмикутник» або «октаго́н», від грец. ὀκτάγωνον). Ринг розташований на платформі висотою 1,2 метри. Діаметр рингу, застеленого полотном (називається ка́нвас, від англ. canvas), — 9,8 метри.
Огородження — восьмистороння металева конструкція з несучих стовпів і натягнутої між ними сітки. Сітка вкрита вінілом, стовпи вкриті захисним матеріалом із м'яким піноподібним наповнювачем. Висота огородження — 1,8 метри.

### Екіпірування бійця
Боєць допускається до змагання лише при відповідності його екіпірування вимогам правил.
Усі бійці виходять на ринг у спортивних шортах, без взуття. Футболки, сорочки, куртки і кімоно заборонені. Бійці повинні використовувати лише стандартні бійцівські рукавички — з відкритими пальцями, захистом для суглобів, стандартної ваги (110—170 г). В ранні часи, бійці мали різні шорти - у кожного різне в залежності від спонсорів, персонального вибору, тощо. Але, з моменту підписання контракту між UFC та Reebok, кожен спортсмен має стандартні шорти, які можуть бути різними в кольорах, проте не з великою різноманітністю. Станом на 5 лютого 2025, Venum має контракт з UFC, і саме в їхніх шортам бійці виступають в організації

### Результати змагань
Двобій може бути завершений одним із наведених способів:
- Підкорення (англ. Submission): боєць може здатися, подавши сигнал рукою (декілька легких ударів розкритою долонею по мату/по тілу суперника) або вербально.
- Технічне підкорення (англ. Technical submission): якщо боєць не може чи не має бажання здатися під час проведення суперником больового прийому або удушення, рефері може констатувати технічне підкорення.
- Нокаут (англ. Knockout; KO): бійцю може бути завданий удар, у результаті якого він знепритомніє чи втратить здатність продовжувати бій.
- Технічний нокаут (англ. Technical knockout; TKO): боєць може втратити здатність продовжувати бій за однією з наступних причин:
  - рішення рефері (якщо рефері констатує, що боєць втратив здатність адекватно захистити себе або якщо боєць більше, ніж двічі, ігнорує пропозицію рефері захиститися чи припинити бій);
  - рішення лікаря (якщо лікар констатує поранення, травмування або сильну кровотечу в бійця);
  - рішення кутового (якщо кутовий асистент бійця вирішує припинити бій).
- Рішення суддів (англ. Judges decision): в залежності від нарахованих очок судді можуть прийняти одне з таких рішень:
  - одностайне рішення (всі три судді присуджують перемогу бійцю А);
  - переважне рішення (два судді присуджують перемогу бійцю А, один суддя констатує нічию);
  - роздільне рішення (двоє суддів присуджують перемогу бійцю А, один суддя присуджує перемогу бійцю Б)
  - одностайна нічия (всі три судді констатують нічию);
  - переважна нічия (двоє суддів констатують нічию, один суддя присуджує перемогу одному з бійців);
  - роздільна нічия (один суддя присуджує перемогу бійцю А, один суддя присуджує перемогу бійцю Б, один суддя констатує нічию).

У деяких випадках бій може бути завершений технічною нічиєю; технічним рішенням; може бути визнаний таким, що не відбувся. Боєць також може бути дискваліфікований або оштрафований.

### Нарахування очок
Троє суддів оцінюють кожний раунд змагань в UFC. Бійцю, який провів раунд краще за свого суперника, нараховується 10 очок. Бійцю, який провів раунд гірше за свого суперника, нараховується 9 або менше очок. При рівній боротьбі нараховується рівна кількість очок.

### Заборонені дії
Правила UFC містять 31 заборонену дію. Під час бою заборонено:
1. Завдавати удари головою.
2. Діяти на очі будь-яким чином (зокрема видавлювати).
3. Кусатися.
4. Утримувати суперника за волосся.
5. Захоплювати пальцями ніздрі, рот інші отвори на голові і тілі.
6. Завдавати удари в ділянку паху.
7. Захоплювати пальцями рану суперника, роздирати рану.
8. Заломлювати малі суглоби (пальці на руках і ногах).
9. Завдавати удари по хребту і потилиці.
10. Завдавати спадні удари, використовуючи гостроту ліктя.
11. Завдавати удари в ділянку горла, хапати за горло.
12. Дряпати і скручувати шкіру, щипати.
13. Здійснювати заломи.
14. Бити ногами в голову лежачого суперника.
15. Бити колінами в голову лежачого суперника.
16. Топтати лежачого суперника.
17. Стрибати із затисненою між ногами головою чи шиєю суперника.
18. Викидати суперника за межі рингу.
19. Хапати/захоплювати шорти чи рукавички суперника.
20. Плювати в суперника.
21. Травмувати суперника, зловмисно порушуючи спортивну етику.
22. Триматись/хапатись за огородження чи за сітку.
23. Ображати суперника в межах рингу.
24. Нападати на суперника у перерві між раундами.
25. Нападати на суперника, що перебуває під захистом рефері.
26. Нападати на суперника після сингалу про завершення раунду.
27. Навмисно ігнорувати вказівки рефері.
28. Уникати боротьби, фальсифікувати і симулювати травму/поранення.
29. Вмішуватись кутовим (асистентам).
30. Викидати рушник під час змагання.
31. Заборонено горизонтально тримати розпрямлені пальці біля обличчя противника.

Якщо боєць порушує правила, рефері має право зняти з нього очки в залежності від ступеня порушення. Якщо умисне порушення правил призводить до травмування суперника, порушник може бути дискваліфікований. При цьому може бути зарахована поразка або нічия (технічне рішення/нічия), в залежності від очок, набраних бійцями на момент порушення.

### Контроль змагань
Рефері має право стимулювати бійців до дії, виносячи їм попередження. Якщо положення бійців не дозволяє їм ефективно продовжити бій (симетричний захват, клінч), рефері має право розняти бійців або підняти їх у стійку, якщо боротьба проходить в партері, тощо.
Рефері має право оголосити паузу в змаганні. У такому разі бій продовжиться з того положення, в якому він був призупинений.
Якщо боєць використовує клітку для утримання власної позиції (тримається за край огородження або за сітку), рефері повинен припинити таку дію і винести попередження.
Словесні перепалки під час бою заборонені. Рефері має право винести попередження порушнику. Словесні перепалки до початку бою і після його завершення, зазвичай, контролюються слабше, оскільки сприймаються публікою, як елемент шоу.

## Чинні чемпіони
Чоловіча першість
| Дивізіон      | Вищий поріг ваги | Чемпіон            | Дата здобуття титулу             | Захисти титулу |
| ------------- | ---------------- | ------------------ | -------------------------------- | -------------- |
| Важкий        | 120 кг           | Джон Джонс         | 4 березня 2023 року (UFC 285)    | 1              |
| Напівважкий   | 93 кг            | Алекс Перейра      | 11 листопада 2023 року (UFC 295) | 3              |
| Середній      | 84 кг            | Дрікус дю Плессі   | 20 січня 2024 року (UFC 297)     | 1              |
| Напівсередній | 77 кг            | Белал Мухаммад     | 2 березня 2019 року (UFC 304)    | 0              |
| Легкий        | 70 кг            | Іслам Махачев      | 22 жовтня 2022 року (UFC 280)    | 4              |
| Напівлегкий   | 66 кг            | Ілія Топурія       | 17 лютого 2024 року (UFC 298)    | 1              |
| Легший        | 61 кг            | Мераб Двалішвілі   | 14 вересня 2024 року (UFC 306)   | 1              |
| Найлегший     | 57 кг            | Александре Пантожа | 8 липня 2023 року (UFC 290)      | 3              |

Жіноча першість
| Дивізіон    | Вищий поріг ваги | Чемпіон            | Дата здобуття титулу          | Захисти титулу |
| ----------- | ---------------- | ------------------ | ----------------------------- | -------------- |
| Напівлегкий | 66 кг            | Аманда Нуньєс      | 29 липня 2017 року (UFC 214)  | 2              |
| Легший      | 61 кг            | Джуліанна Пенья    | 11 грудня 2021 року (UFC 269) | 0              |
| Найлегший   | 57 кг            | Валентина Шевченко | 8 грудня 2018 року (UFC 231)  | 7              |
| Мінімальний | 52 кг            | Карла Еспарза      | 7 травня 2022 року (UFC 274)  | 0              |